# Brezelstechen
Brezelstechen oder Ringstechen ist ein den mittelalterlichen Ritterspielen nachempfundenes Geschicklichkeitsspiel bei Kinderpartys und Volksfesten.

## Spielgedanke
Auf dem Rücken eines Spielpartners reitend, gilt es, mit einer langen Stange im schnellen Lauf eine aufgehängte Brezel zielsicher aufzuspießen.

## Ablauf
Es bilden sich Paarungen von je zwei etwa gleich starken Spielern, von denen einer auf dem Rücken oder den Schultern des anderen aufsitzt. Als „Pferd und Reiter“ stürmen sie sodann mit einem langen zugespitzten Stock oder einer Stange, der „Lanze“, auf eine an einem Ast, einem Pfahl oder einer Leine befestigten Brezel los, um sie aufzuspießen. In einem zweiten Durchgang wechseln Pferd und Reiter die Rollen. Sie treten dabei gegen konkurrierende Reiterpaare an. Gewonnen hat das Paar, dem es gelingt, die meisten Brezel einzusammeln.

## Varianten
- Bewegungsart: Der Lauf des „Pferdes“ muss in der Gangart „Galopp“ durchgeführt werden.
- Reitpferd: Statt eines Partners als „Reitpferd“ kann auch ein Steckenpferd, ein Tretroller, ein Fahrrad oder ein lebendes Pony zum Einsatz kommen.
- Ziel: Das Lebensmittel wird für das Spiel durch eine Brezel aus stabiler Pappe oder durch einen Ring ersetzt und nach dem Spiel gegen essbare Brezel nach Wahl eingetauscht.
- Aufgabenstellung: Zwei oder mehr Paarungen treten im Wettkampf gegeneinander an und messen sich miteinander hinsichtlich Schnelligkeit, Präzision oder Erfolg beim Einsammeln von möglichst vielen Brezeln.

## Historisches

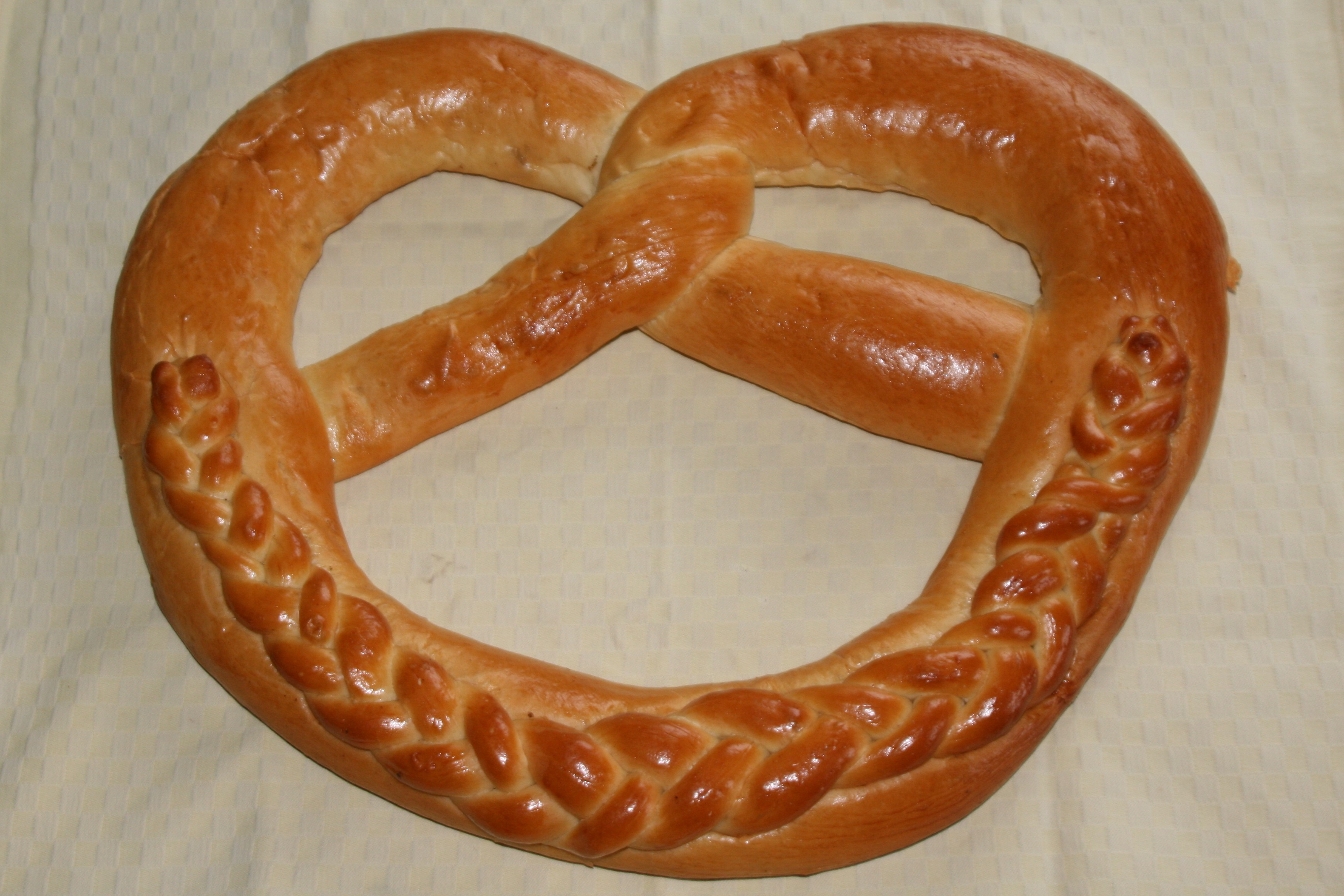
Neujahrsbrezel (Heilbronn)

Die Brezel ist ein seit dem Mittelalter im deutschsprachigen Raum bekanntes Gebäck, das bereits um das Jahr 1300 zum offiziellen Zunftsiegel der Bäckerinnung wurde. Es hat sich mit verschiedenen Formen und Namen über ganz Europa verbreitet. Kinder lieben besonders die mit Schokolade oder Nüssen versetzten Butterbrezel. Diese werden daher gern als Preis für ein gewonnenes Spiel, etwa beim Brezelstechen, genutzt.
Das Brezelstechen auf Kinder- und Volksfesten entstand in Anlehnung an die Tradition des Ringstechens, wie es vor allem bei Reitervölkern, etwa den Mongolen, seit alters zum Freizeitvergnügen und Brauchtum gehörte und zur Ausbildung der Krieger diente. So berichtete etwa der Weltreisende Ibn Battuta schon im Jahr 1333 von seinem Indienbesuch, dass Reitersoldaten in einem Einstellungstest vom galoppierenden Pferd aus mit einer Lanze einen aufgehängten Ring erfolgreich aufnehmen mussten. In den Ritterturnieren des europäischen Mittelalters, das seine Blütezeit ebenfalls im 14. Jahrhundert hatte, gehörte das Waffenspiel Ringstechen zum Standardrepertoire. Als Präzisionsübung des Lanzenstechens diente es als harmlosere Vorstufe zu dem gefährlichen Tjosten der Ritter, bei denen der Stoß mit der Lanze auf die Brust des Gegners zielte, um ihn aus dem Sattel zu werfen. Es gehörte daher vorrangig zum Geschicklichkeitstraining und Könnensnachweis der jungen Schildknappen, die das  Waffenhandwerk erst noch lernen mussten.

## Heutige Praxis
Die Tradition des Brezel- oder Ringstechens ist heute vor allem noch in Reitervereinen, auf Volksfesten und bei Kindergeburtstagen lebendig: Bei den Reitern erfreuen sich das sogenannte „Ringreiten“ und das von den jungen Ponyreitern des pferdesportlichen Nachwuchses bevorzugte „Brezelstechen“ als internes Wettspiel und zur Präsentation des reiterlichen Könnens bei den Vereinsfesten großer Beliebtheit.

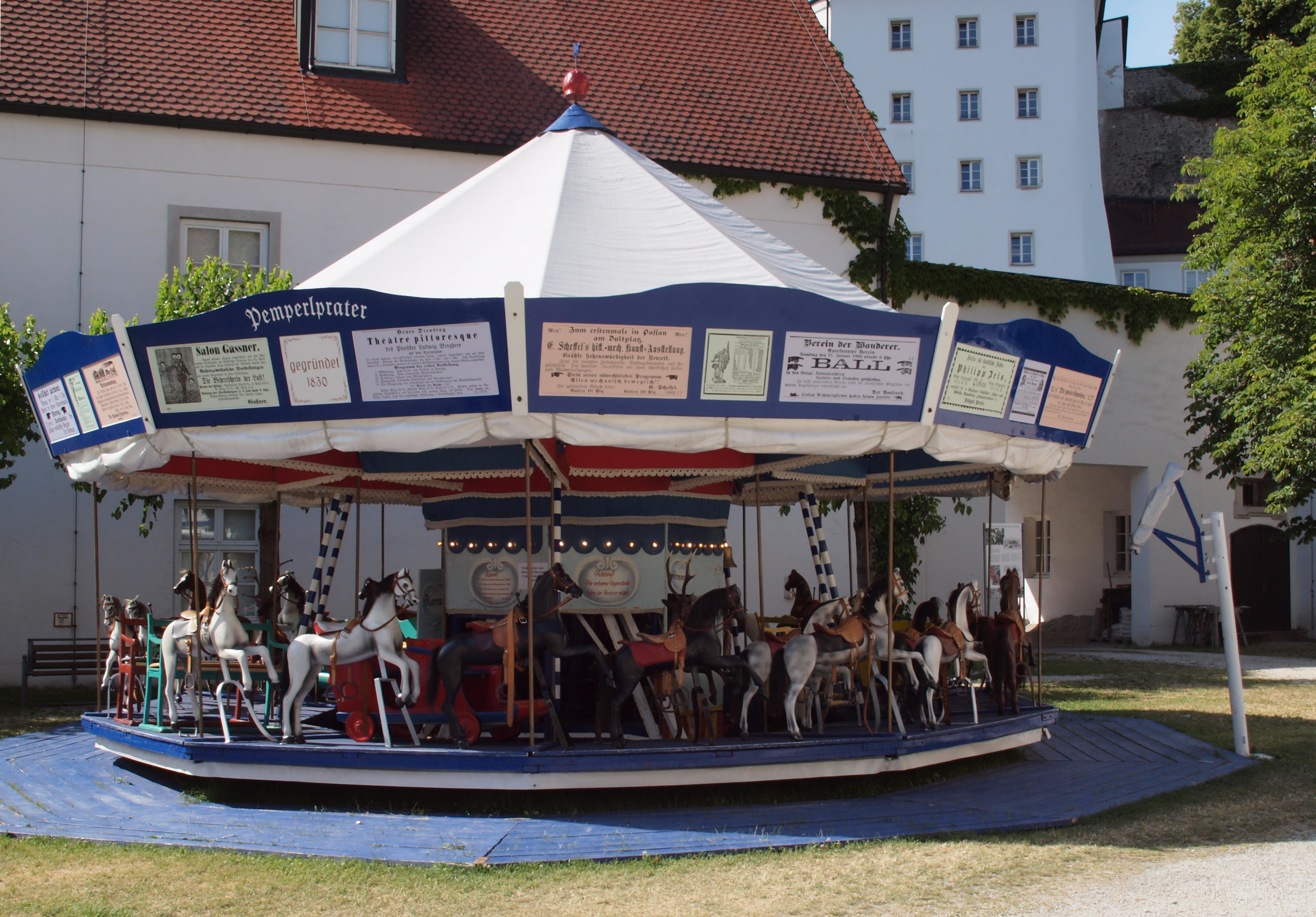
Der erstmals 1830 betriebene Pemperlprater in Passau mit dem »Fisch« für das „Ringelstechen“ am rechten Bildrand

Auf Jahrmärkten und anderen öffentlichen Festivitäten finden sich häufig Abwandlungen des Spiels, das z. B. auch mit hölzernen Pferden auf einem sich drehenden Karussell ausgetragen werden kann: So hat sich etwa in Passau seit dem Jahr 1830 mit dem Karussell „Pemperlprater“ das sogenannte „Ringelstechen“ bis heute erhalten. Wer bei dem Rundritt auf seinem Karussellpferd den „goldenen Ring“ sticht, erhält eine Freifahrt. 
Bei den privaten Kindergeburtstagen herrscht in der Regel eine Form des Partnerspiels vor. Dazu haben sich unter verschiedenen Namensgebungen regional unterschiedliche Varianten herausgebildet, wobei vor allem die Wahl des Reitpferdes und die Regularien für die Abläufe sehr fantasievoll ausgestaltet werden.
Freiburger Studenten berichten über ein themengebundes Hochschulfest, das nach Art der alten Ritterspiele organisiert wurde: Durch Fanfarenstöße eingeleitet, tummelten, übten und bewährten sich die Teilnehmer in sportlichen Disziplinen wie Saustechen, Balkenstoßen, Rüstungswettlauf, Pferderennen und Brezelstechen.
Im Rahmen eines Erkundungsprojekts von Lehramtsanwärtern der Pädagogischen Hochschule Karlsruhe rekonstruierten die Studenten verschiedener Fächer über mehrere Tage mittelalterliches Leben auf einer Burgruine in der Pfalz. Dabei wurden neben der Sprache, der Kleidung und dem täglichen Leben auch die Spielkultur des Mittelalters mit dem Lanzen-, Ring- und Brezelstechen wiederentdeckt und historisch nachgestaltet.